# Theremin

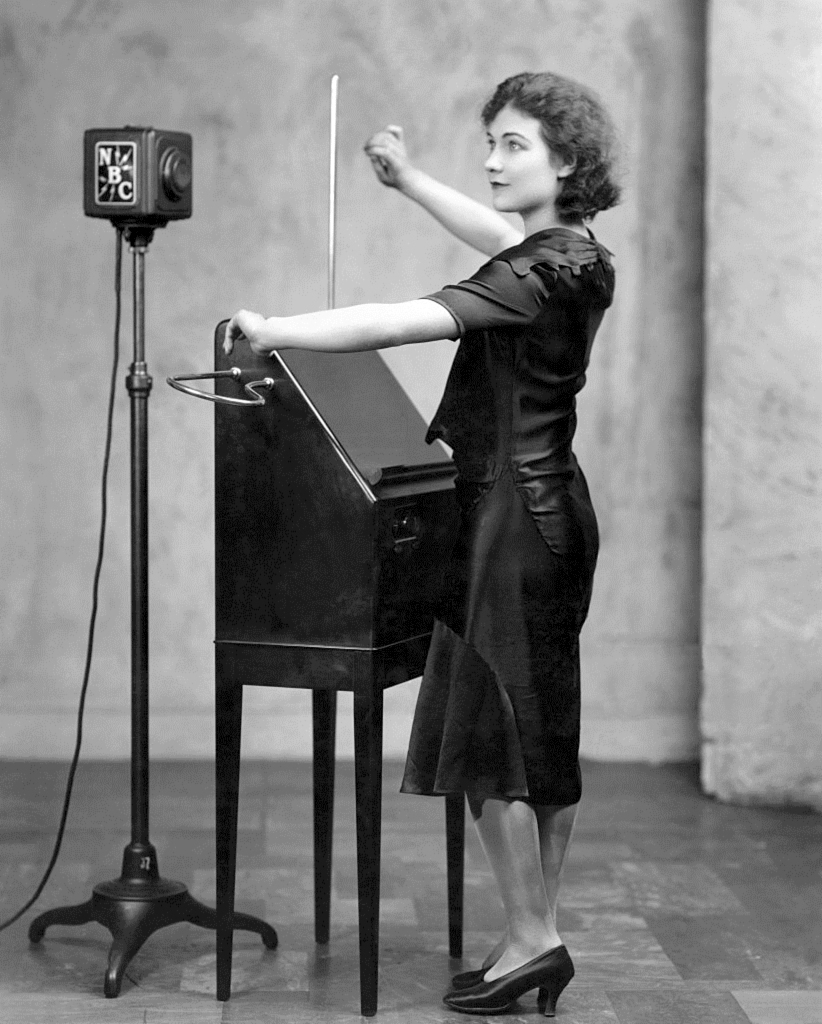
Alexandra Stepanoff spielt ein Theremin für NBC Radio im Jahr 1930.

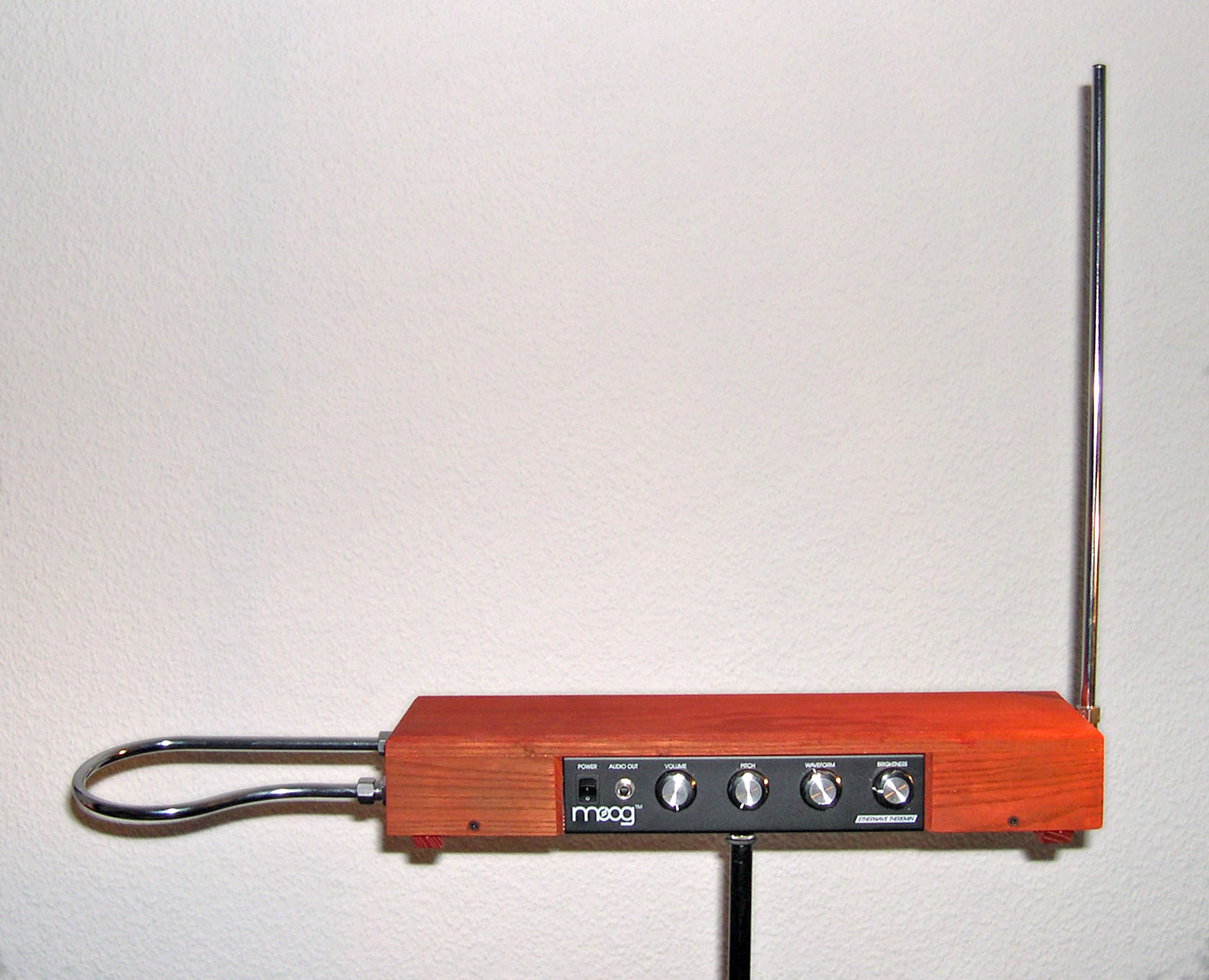
Modernes Theremin

Das Theremin (ursprünglich Aetherophon, weitere Synonyme: Thereminvox, Thereminovox, Termenvox, Ätherwelleninstrument und Ätherwellengeige) ist ein 1920 erfundenes elektronisches Musikinstrument. Es ist das einzige verbreitete Musikinstrument, das berührungslos gespielt wird und dabei direkt Töne erzeugt. Sein Name geht auf den Erfinder, den Russen Lew Termen, zurück, der sich in den USA Leon Theremin nannte.
Beim Theremin steuert die Position der Hände gegenüber zwei Elektroden (als „Antennen“ oder Spielantennen fungierende Metallstäbe als Hochfrequenzsender) die Tonhöhe sowie die Lautstärke (siehe Funktionsweise). Die Ausgabe des Tones erfolgt nach Verstärkung über einen Lautsprecher. Obwohl das Theremin in vielerlei Hinsicht eine Pionierrolle im Instrumentenbau einnahm, blieb sein Gebrauch auf musikalische Nischen beschränkt. Dabei kam es in so verschiedenen Bereichen wie Neuer Musik, Science-Fiction-Filmen und experimenteller Pop-Musik zum Einsatz. Erst seit den 1990er Jahren hat es sich etwas popularisiert.
Eine besondere Rolle in der Musikgeschichte nahm das Theremin durch den Instrumentenbauer Robert Moog ein. Dieser baute in seiner Jugend Theremine und nutzte die dort gewonnenen Erfahrungen zur Entwicklung seiner Synthesizer.

## Spielweise

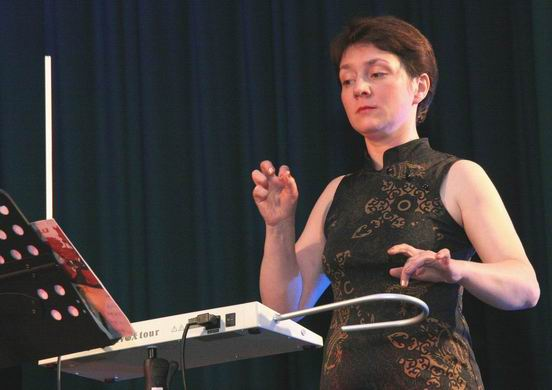
Lidija Kawina spielt auf dem Theremin.

Das Theremin wird durch den Abstand beider Hände zu zwei Antennen berührungsfrei gespielt, wobei eine Hand die Tonhöhe, die andere die Lautstärke verändert. Rechtshänder beeinflussen dabei normalerweise mit der rechten Hand die Tonhöhe und mit der linken die Lautstärke. Bei einem Standardtheremin hat der Spieler keine optische oder haptische Rückmeldung über seine Spielweise und muss allein auf sein Gehör vertrauen. Der Einflussbereich auf die Tonhöhe beträgt etwa 40 bis 50 Zentimeter um die Antenne herum, was bedeutet, dass auch der Arm und der Körper des Spielers den Ton beeinflussen können.
Der Erfinder Lew Termen legte darauf Wert, dass das Instrument eine unendlich feine Variation der erzeugten Töne erlaubt, ohne dass der Interpret durch mechanische Einschränkungen behindert wäre. Das bedeutet für Termen eine feinere Variation in Tonhöhe und Lautstärke, als sie mit vielen mechanischen Instrumenten möglich war, aber zum Beispiel auch die Fähigkeit, einen Ton beliebig lange zu halten. Darüber hinaus ist der Ton des Theremins über einen weiten Frequenzbereich kontinuierlich veränderbar, ohne dass ein Saitenwechsel (wie z. B. bei der Violine) oder ein Wechsel der Anzahl stehender Wellen (wie bei der Posaune) erforderlich ist.
Durch das Funktionsprinzip ist eine kontinuierliche Veränderung der Tonhöhe (Glissando) möglich. Das Theremin ist daher nicht auf Tonleitern beschränkt und eignet sich auch sehr gut, um Vibrati zu erzeugen. Das Spielen einzelner, klar unterscheidbarer Töne gestaltet sich jedoch schwierig. Zudem muss der gesamte Rest des Körpers still gehalten werden. Die Klangfarbe kann über Knöpfe verändert werden. Da das Theremin nur akustische Rückmeldungen gibt, sich die genauen Positionen zur Tonerzeugung über die Zeit verändern und es physikalisch eigentlich nicht möglich ist, einzelne Töne zu spielen, stellte sich das Theremin über die Jahre als Instrument heraus, das relativ einfach zu erlernen, jedoch nur sehr schwierig auf hohem Niveau zu meistern ist.
Clara Rockmore und darauf aufbauend Lidija Kawina entwickelten eine spezielle Fingertechnik, die es ermöglicht, Theremin weitgehend glissandofrei zu spielen. Bei dieser wird im Wesentlichen nur die Position der Finger geändert, während Hand und Arm auf einer Stelle bleiben. Die deutsche Thereministin Carolina Eyck entwickelte 2006 eine Spieltechnik mit acht Fingerpositionen, wobei das elektromagnetische Feld auf die Länge einer Hand angestellt wird, welche eine Oktave ergibt.
Seit seiner Einführung war das Theremin ein beliebtes Instrument für Aufführungen, da es auch optisch spektakulär wirkte. Die Erzeugung von Tönen quasi „aus der Luft“ gibt dem Instrument ein außergewöhnliches Erscheinungsbild.
Der Klang des Theremins erinnert manche an eine fragile Frauenstimme, aber es klingt generell deutlich anders als andere Instrumente. Zuhörer und Rezensenten beschreiben den Klang oft als fragil, außerweltlich, unheimlich oder geisterhaft. Als monophonisches Instrument eignet es sich besonders, um eine Melodiestimme zu übernehmen. In seiner Frühzeit bestand das Theremin-Repertoire zu großen Teilen aus adaptierten Stücken für Geige oder Cello.

## Funktionsweise

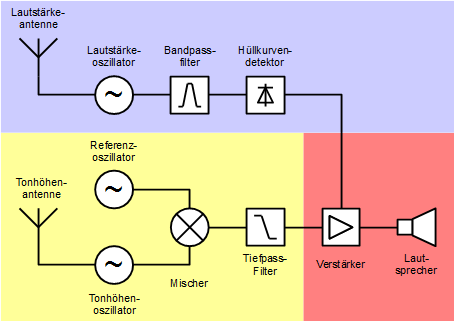
Blockschaltbild eines Theremins. Lautstärkensteuerung in blau, Tonhöhensteuerung in gelb und Tonwiedergabe in rot.

Theremine arbeiten nach dem Prinzip eines kapazitiven Abstandssensors. Die Hand des Spielers, der durch seine eigene Masse als Erdung fungiert, verändert über die jeweilige Elektrode („Antenne“) den LC-Schwingkreis eines Oszillators: Er beeinflusst sowohl die Frequenz als auch die Güte des Schwingkreises, indem er den kapazitiven Anteil des Schwingkreises und dessen Dämpfung beeinflusst.
Bereits in den ersten Geräten wurde der Schwingkreis aus einer Spule und einem parallelgeschalteten Kondensator gebildet. Da die über die Antennen möglichen Kapazitätsänderungen sehr gering sind – sie liegen im Picofarad-Bereich – muss die Grundfrequenz des Schwingkreises deutlich oberhalb des hörbaren Bereichs liegen, um eine nennenswerte Frequenzänderung zu erzeugen. In den ersten Exemplaren wurde 500 kHz gewählt, ein Bereich für die Grundfrequenz von 100 kHz bis 1 MHz ist typisch. Sie liegt mit diesen hohen Frequenzen weit außerhalb dessen, was der Mensch akustisch wahrnehmen kann. Um diese Frequenzänderungen hörbar zu machen, mischt man das Signal des an der Antenne angeschlossenen Oszillator-Schwingkreises mit dem Ausgangssignal eines weiteren Oszillators fester Frequenz (Heterodyn-Verfahren). Die Mischung erzeugt Summen- und Differenzfrequenzen; bei dem hörbaren Ton handelt es sich um die Differenzfrequenz aus variablem und festfrequentem Schwingkreis. Der nachgeschaltete Verstärker verstärkt die Differenzfrequenz und macht sie über einen Lautsprecher hörbar.
Um die Lautstärke steuern zu können, wird die Frequenz eines dritten Oszillators in eine Spannung gewandelt. Je näher der Spieler der Antenne kommt, desto niedriger wird die Frequenz des Oszillators und die als Steuergröße für die Lautstärke dienende Spannung.

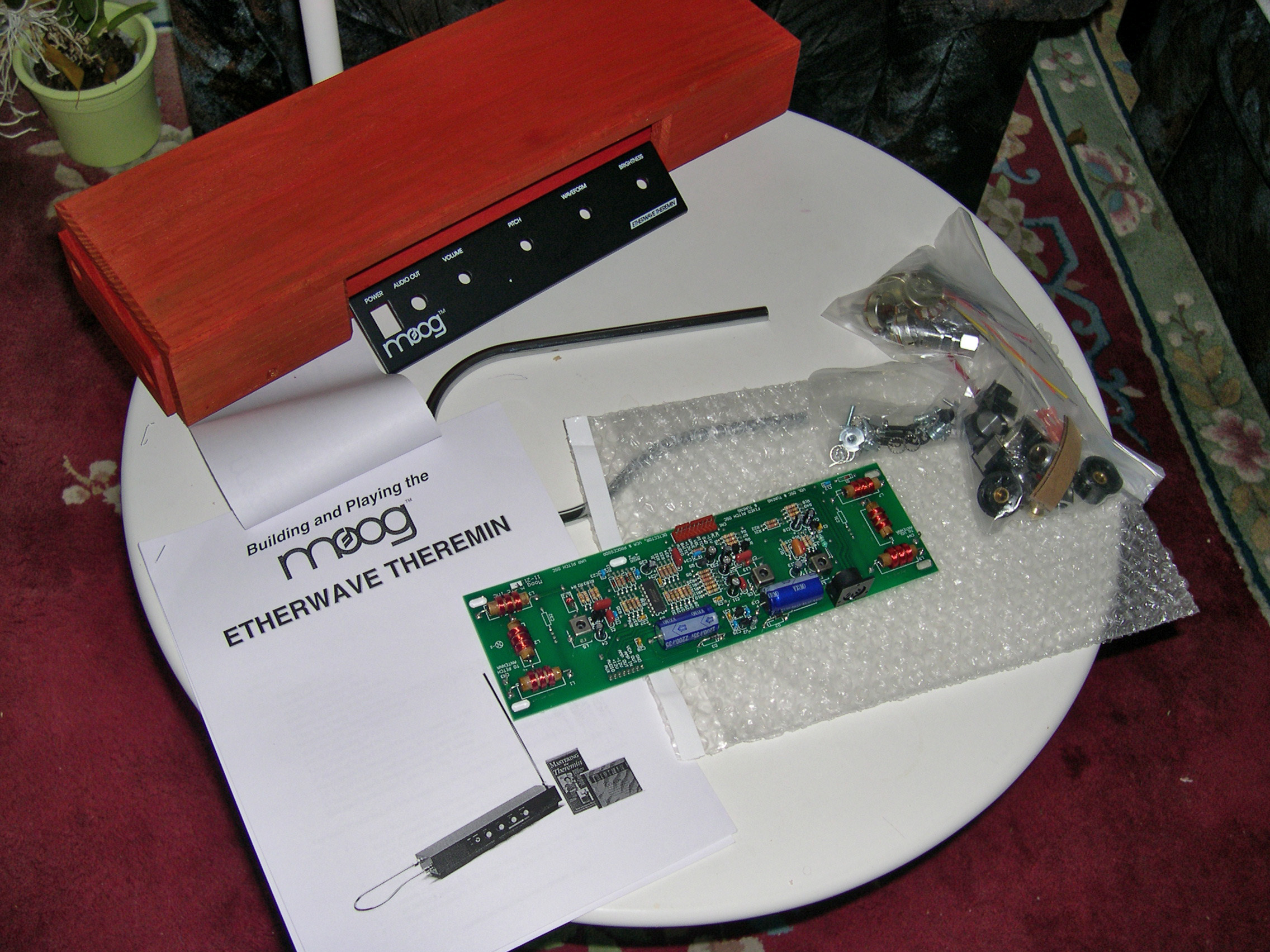
Moogs Theremin-Bausatz

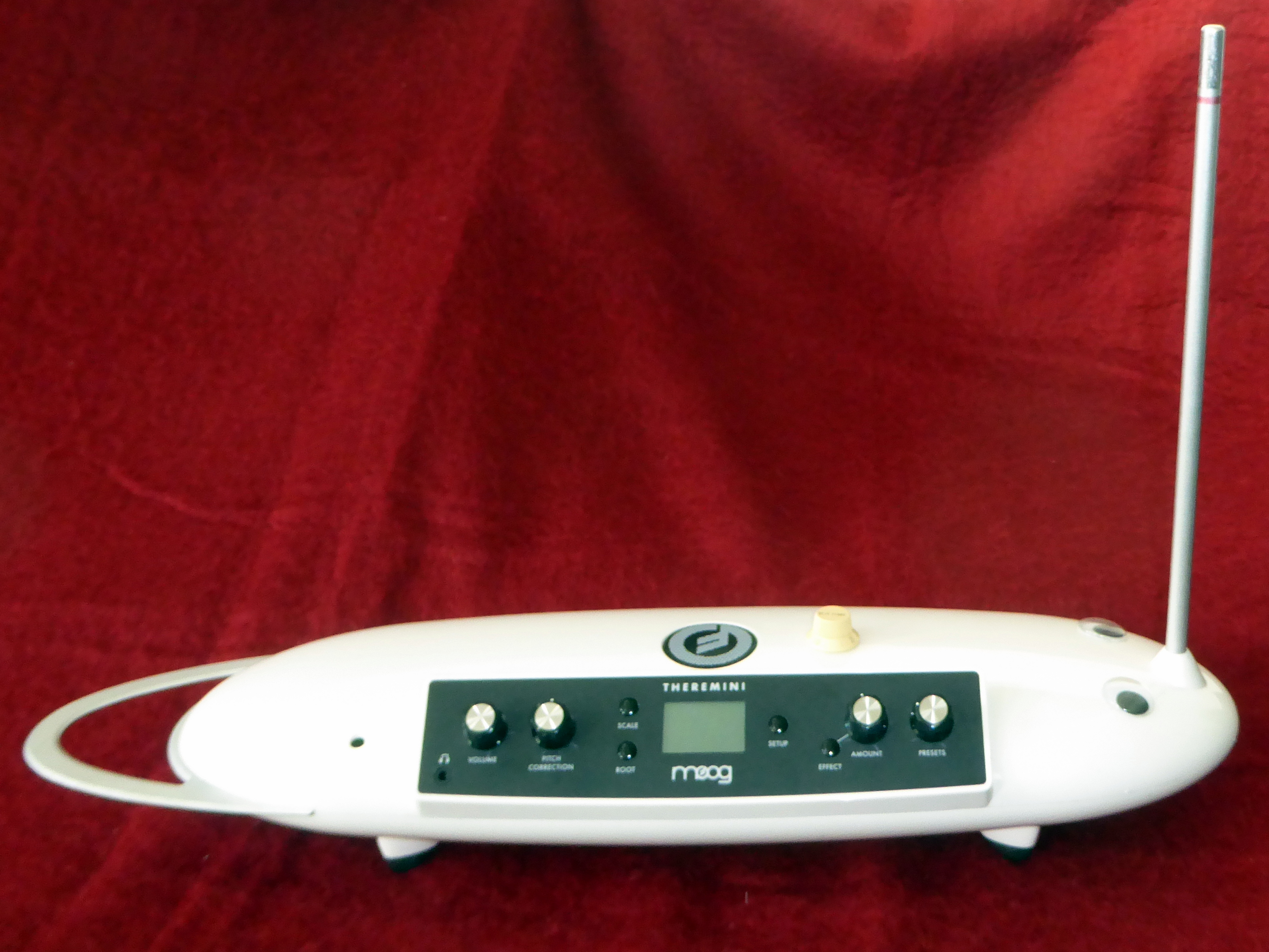
Moogs Modell »Theremini«

In der Originalversion war das Theremin mit Röhrenoszillatoren ausgestattet; dabei wurde eine Hexode genutzt, um die Differenzfrequenz zu erzeugen. Moderne Theremine arbeiten vielfach mit kleineren und weniger durch die Umwelt beeinflussbaren Transistoroszillatoren. Nach Termen entwickelte vor allem Robert Moog das Instrument weiter, auch in Varianten als Bausatz. Bauanleitungen erschienen in Zeitschriften und Elektronikbüchern.
Termens originales Theremin spielte fast reine Sinustöne. Später ergänzte es Termen durch Seitenbandfrequenzen, die eine reichere Klangfarbe erlauben, indem er mehrere Oszillatorpaare parallel schaltete. Termens originales Instrument spielte in einem Tonbereich von etwa fünf Oktaven. Es war in der Lage, Schwingungen zwischen 0 und 2000 Hertz zu erzeugen, es kann jedoch angenommen werden, dass Frequenzen nur bis herab zu 60 Hz vom Lautsprecher wiedergegeben werden können.
Neuere experimentelle Theremine seit den 1980er Jahren sind in der Lage, Bewegung drei- und nicht nur zweidimensional zu verarbeiten. Seit den 1990er Jahren gibt es auch Theremine mit Datenausgängen, die an Software und Computer angeschlossen werden können, was ihre musikalischen Ausdrucksmöglichkeiten verstärkt.

## Geschichte
Als spektakuläre Neuheit trat das Theremin seit den 1920er Jahren auf. Während seine Anhänger in ihm ein ernsthaftes Instrument sahen, konnte es die größten Erfolge auf Showbühnen feiern. Zu den Komponisten, die für das Theremin komponierten, gehörten Percy Grainger (Free Music in graphischer Notation), Joseph Schillinger, Bohuslav Martinů und Edgar Varèse. Mit dem spurlosen Verschwinden seines Erfinders Lew Termen, der ab 1938 für einige Jahrzehnte in der Sowjetunion gefangen gehalten wurde, verloren Musiker und Komponisten weitgehend das Interesse am Instrument. In den 1950er Jahren konnte es Nischen in der Filmmusik und unter Hobbybastlern erobern. In den 1960er Jahren setzten es Popbands ein. Im Pop wurde das Theremin jedoch schon nach wenigen Jahren vom deutlich vielseitigeren Synthesizer verdrängt. Erst mit Glasnost, dem Wiederauftauchen von Lew Termen, der weiten Verbreitung elektronischer Musik und dem Drang nach Performativität in der elektronischen Musik erlebte das Theremin seit 1990 eine Renaissance. Seitdem ist das Theremin verbreitet wie nie zuvor, jedoch trotzdem nie über eine Nischenexistenz hinausgekommen.

### Vorgeschichte, Erfindung und erste Präsentation

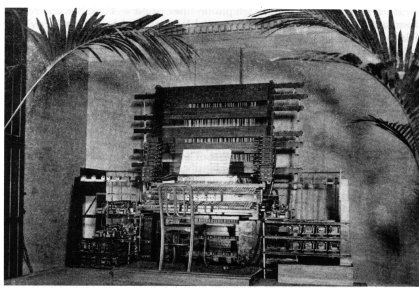
Ein Vorläufer: das Telharmonium

Die Erfindung des Theremins fiel in eine Zeit, in der verschiedene Ingenieure und Musiker begannen, Elektrizität zur Tonerzeugung zu nutzen. 1837 konstruierte Charles Grafton Page aus Salem, Massachusetts eine Türklingel, die mit Hilfe eines Magneten und einer Spule Kupferdraht Töne erzeugte. Thaddeus Cahills elektromechanisches Telharmonium aus den 1890er Jahren benötigte zwei Spieler, nahm noch einen ganzen Raum ein und musste mit mehreren Güterzugwaggons transportiert werden. Die Erfindung der Vakuumröhre machte es erstmals möglich, solche Instrumente in einer Größe und mit einem Gewicht zu bauen, die eine Person bewältigen konnte. Kinoorgeln nutzten seit Beginn des 20. Jahrhunderts Elektrizität als Hilfe zur Klangerzeugung, das ebenfalls mit einer Tastatur gespielte Audion Piano von Lee De Forest war technisch ein direkter Vorläufer des Theremins.
Erfunden wurde das Theremin 1919 vom russischen Physikprofessor Lew Sergejewitsch Termen, der sich im Westen später Leon Theremin nannte. Termen führte zu dieser Zeit physikalische und elektronische Experimente am Petrograder Physikalisch-Technischen Institut durch und arbeitete mit Ingenieuren am staatlichen Moskauer Institut für Musikwissenschaft zusammen. Zuerst gezeigt wurde es 1920 in Petrograd am Physikalisch-Technischen Institut. Der Öffentlichkeit wurde das Theremin 1921 in Moskau auf dem 8. Allsowjetischen elektrotechnischen Kongress vorgestellt. Das dort von ihm Aeterophon genannte Instrument erzeugte die Tonhöhe bereits durch Handbewegungen in der Luft, die Lautstärke kontrollierte er aber noch durch ein Pedal. Im Gegensatz zu den anderen elektrischen Musikinstrumenten der Zeit setzte Termen dabei nicht auf eine Klaviatur zur Bedienung, sondern auf eine neuartige Form der Interaktion mit den Händen in der Luft. Bis 1923 hatte Termen sein Instrument so weit entwickelt, dass auch die Lautstärke per Handbewegung in der Luft gesteuert werden konnte, er selbst nannte es nun Thereminvox. Während frühe Exemplare noch über Kopfhörer oder Trichter funktionierten, war Mitte der 1920er die Technik so weit, dass sich auch Lautsprecher anschließen ließen. Seit 1929 umfasste das Theremin vier statt vorher drei Oktaven.
Termen entwickelte in diesen Jahren in Russland andere Instrumente, die Musik mit Farben, Licht, oder Gerüchen kombinierten. Dem Theremin ähnliche Instrumente, die sich in ihrer Handhabung eher an traditionelle Instrumente anlehnten, waren das Trautonium von 1930, ebenso ein rein elektrisches Gerät wie die Ondes Martenot von 1923. Der italienische Futurist Luigi Russolo entwickelte 1914 mehrere Dutzend (teils elektro-) mechanische Synthesizer, die intonarumori. Insbesondere die mit einer Klaviatur spielbaren Ondes Martenot wurden dabei in den folgenden Jahrzehnten oft als Ersatz für das Theremin eingesetzt, da sie einfacher zu spielen sind und in größerer Stückzahl vorhanden waren. Von 1927 stammt das Dynaphone, das Edgar Varèses enger Freund René Bertrand entwickelte. Bereits 1929 wurde auch in Deutschland ein „Aetherophon“ von der Firma Koch & Sterzel in Leipzig hergestellt, das aber vermutlich eine Pedalsteuerung für die Lautstärke hatte. Ebenfalls in dieser Zeit entwickelte Jörg Mager (der das Ätherwelleninstrument um ein Griffbrett erweiterte) das Sphärophon, der sich in der Zeit des Nationalsozialismus unrühmlich damit hervortat, das Theremin als „jüdisch“ zu denunzieren.

### Frühe Jahre

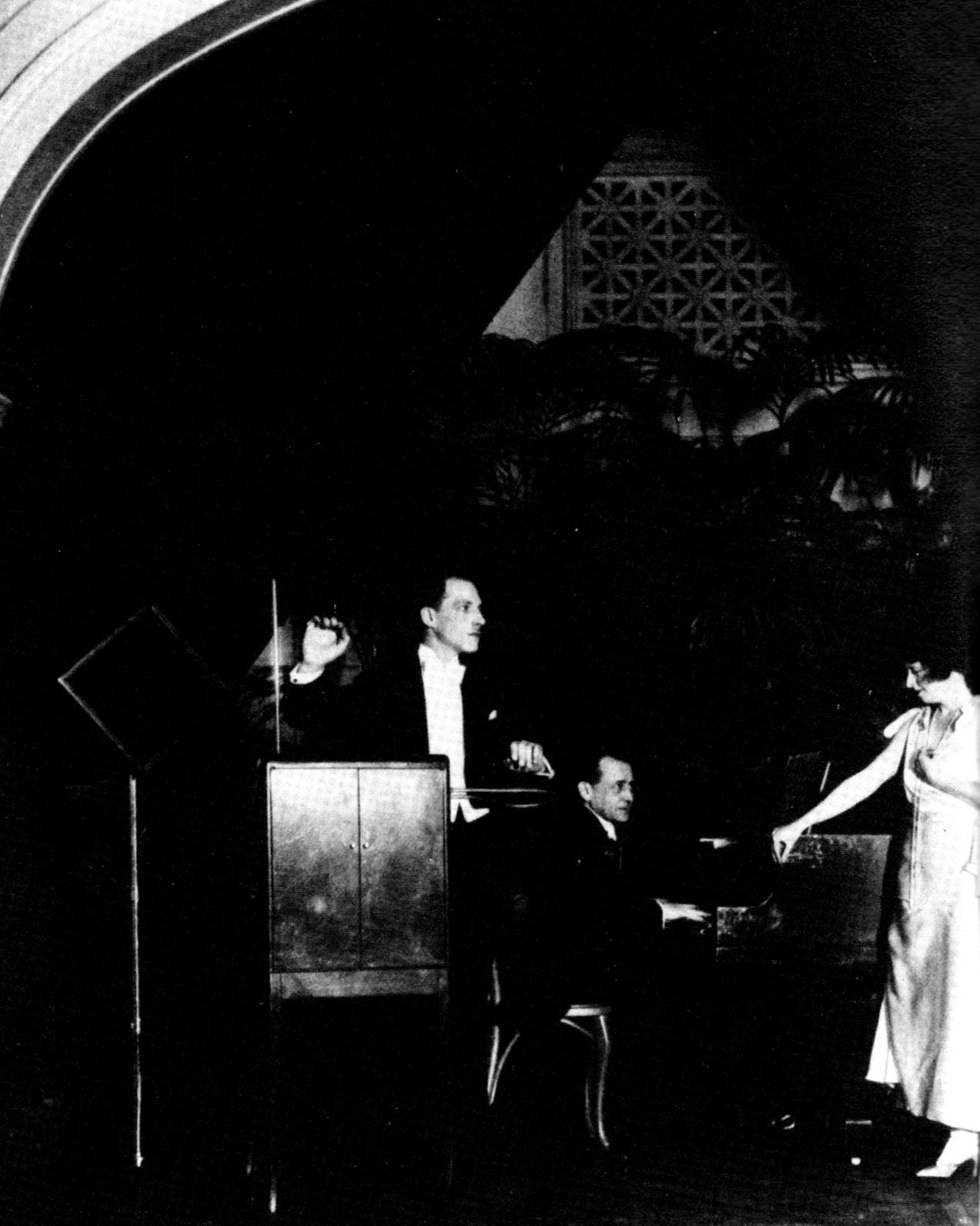
Lew Termen mit Instrument, Trio für Theremin, Klavier und Gesang, 1924

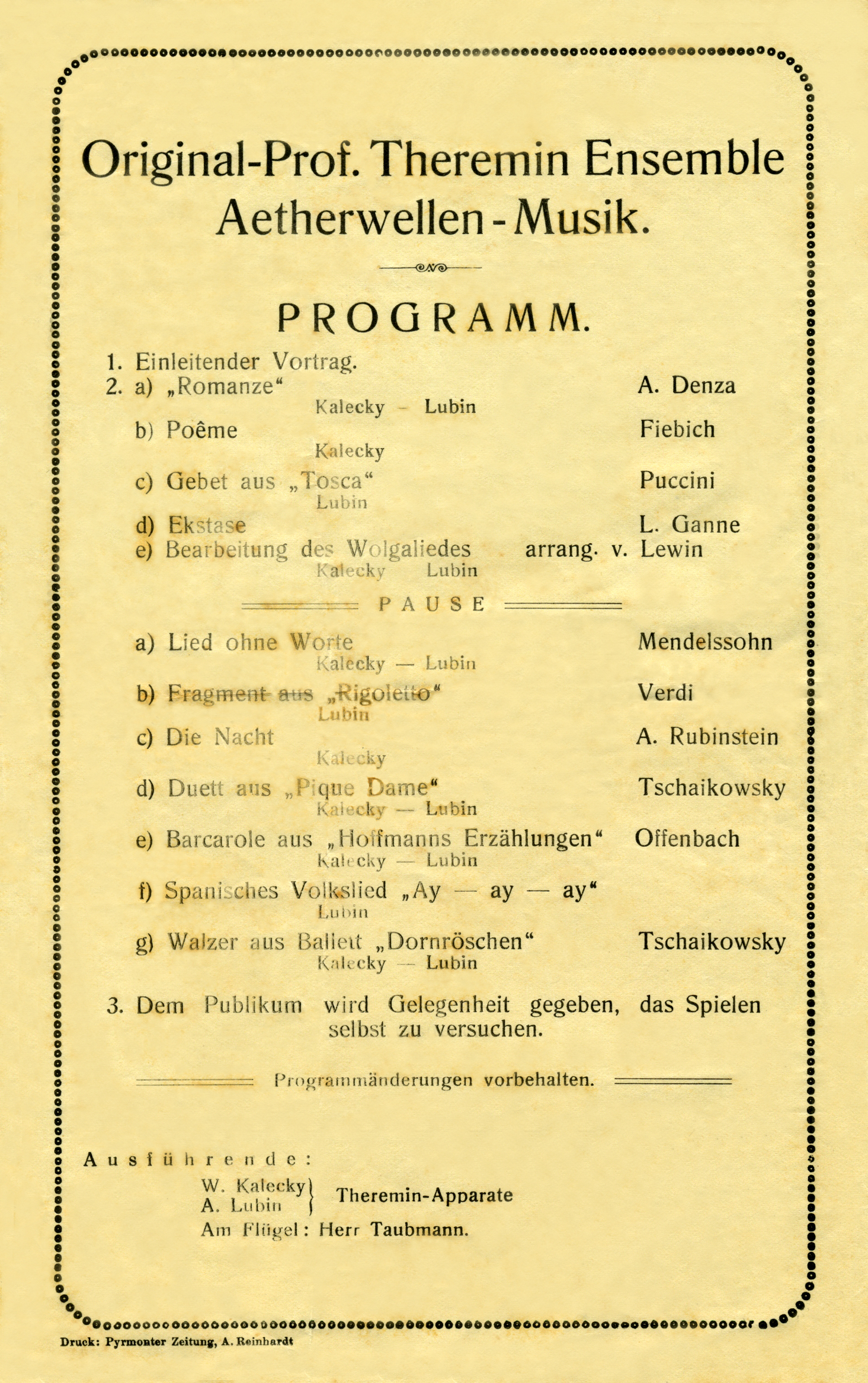
Programmzettel des Original Prof. Theremin-Ensembles. Bad Pyrmont, ca. 1929

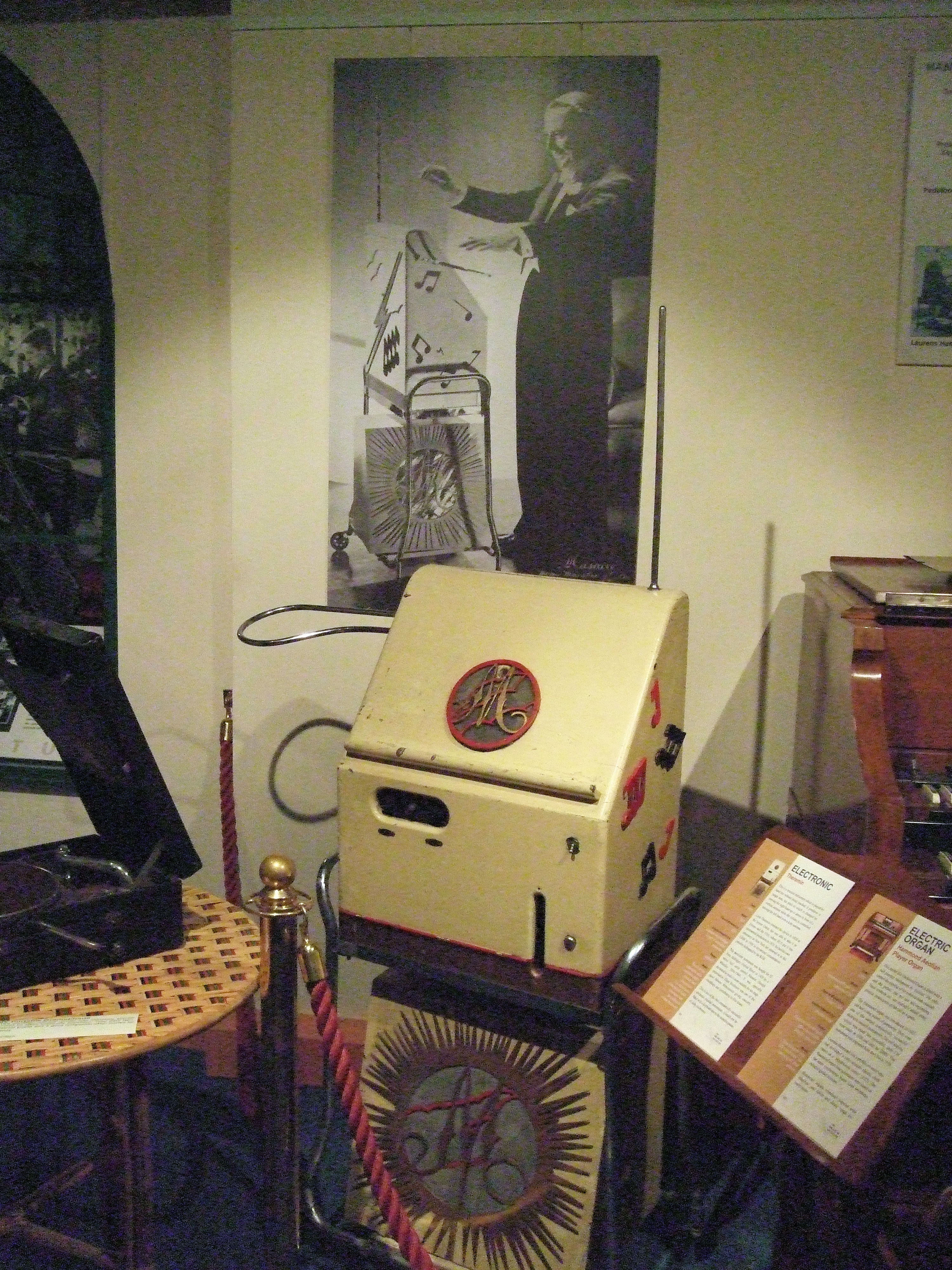
RCA-Theremin des brit. Alleinunterhalters Musaire

Das Instrument stieß anfangs auf begeisterte Rezeption. Es schien Fortschritt und Zukunft zu verkörpern. Lenin zeigte sich begeistert. Nach Termen selbst begann der Geiger Konstantin Kowalski, regelmäßig auf dem Instrument zu spielen und dabei sowohl klassisches Repertoire als auch extra komponierte Stücke aufzuführen. Termen, das Instrument und das musikalische Wunderkind Clara Rockmore reisten als Botschafter des sozialistischen Fortschritts durch Europa, wo sie das Konzertpublikum faszinierten. Nachdem Termen sich mehrere Jahre lang vergeblich um ein Patent in Westeuropa bemüht hatte, gelang es ihm, dieses nach einer Showreise in die USA zu bekommen. Rockmore, die auch als „Hohepriesterin des Theremins“ bezeichnet wurde, inszenierte ihre Auftritte als séanceartige Veranstaltungen, in denen sie mit großer Virtuosität ein vergleichsweise konventionelles Programm spielte (Werke von Strawinsky, Ravel, Tschaikowski).
1927 demonstrierte Lew Termen sein Gerät erstmals in Deutschland und reiste anschließend in die USA, wo er vermögende Mäzene fand und 1928 für das Theremin ein Patent erhielt. RCA baute 1928 ein 3½-Oktaven-Theremin auf Basis von Vakuumröhren in großen Stückzahlen und wollte damit einen Massenmarkt erobern. Die mehrere tausend Exemplare, die RCA und Lizenznehmer Ende der 1920er Jahre bauten, wurden als einfach zu spielendes Instrument für die ganze Familie vermarktet. Diesem Versuch war kein Erfolg beschieden, insgesamt verkaufte RCA nur etwa 500 Exemplare. Die „Aetherwellen-Musik“ des „Original Prof. Theremin-Ensembles“ mit W. Kalecky, A. Lubin und Martin Taubmann hatte zu dieser Zeit bei den nachweisbaren Aufführungen in Deutschland und der Schweiz durch die geschickte Präsentation mit einleitendem Vortrag, sehr populären Musikbeispielen (namentlich aus Opern und Volksliedern) und der anschließenden Einladung an das Publikum, das Spielen selbst zu versuchen sowie über Radiobeiträge größere Bekanntheit erlangt.
Während in Leningrad sich bereits in den 1920er Jahren klassische Komponisten mit dem Theremin beschäftigten, gelang der Durchbruch in der internationalen Musik mit Joseph Schillingers First Airphonic Suite, die 1929 in Ohio ihre Uraufführung erlebte. Andere Komponisten folgten: Henry Cowell, Edgar Varèse (Ecuatorial), Percy Grainger und Leopold Stokowski schrieben Stücke für das Theremin, wobei der Australier Grainger seine Wahl beispielsweise im Statement for Free Music damit begründete, dass es absurd sei, im Zeitalter des Fliegens zu leben und musikalisch immer noch an Noten und Töne gebunden zu sein. Mit dem Theremin wollte er die Einschränkungen klassischer Instrumente überwinden. Andere hofften, im Theremin den Start einer Entwicklung zu sehen, die Musiker und ihren Einfluss auf die Wiedergabe einer Komposition am Ende ganz zum Verschwinden brächte und die reine Komposition übrig ließe. Während Rockmore es verstand, mit ihrer Virtuosität Konzertsäle zu füllen, verschrieb sich insbesondere die Interpretin Lucie Bigelow Rosen der Neuen Musik. Trotz ihrer weniger virtuosen Beherrschung des Instruments (außer einer kürzlich entdeckten Pop-Single werden ihre Aufnahmen von den Erben unter Verschluss gehalten) war sie zeitgenössischen Quellen zufolge neben Rockmore wegen ihrer regen Werbe- und Konzerttätigkeit die zweite große Virtuosin des Instruments. Sie war durch die Ehe mit dem Bankier Walter Rosen mit finanziellen Mitteln ausgestattet, kümmerte sich als Organisatorin und Mentorin um Neue Musik allgemein wie um Lew Termen im Besonderen. Bigelow Rosen beauftragte unter anderem Bohuslav Martinů und Joseph Achron, Werke für sie und das Theremin zu schreiben.
Einen letzten großen Auftritt erlebte das Instrument 1932. In diesem Jahr musste die Pariser Oper die Polizei rufen, um der Zuschauermassen Herr zu werden, die eine Theremin-Vorführung sehen wollten. In den USA versuchte Termen der schwindenden Begeisterung für das Instrument mit einer Theremin Electrical Symphony abzuhelfen, bei der insgesamt 16 Theremine und verwandte Instrumente in der New Yorker Carnegie Hall auftraten.
Im Deutschland des Nationalsozialismus galt das Theremin als „jüdisches Instrument“, unter anderem da das von Juden geführte Unternehmen M. J. Goldberg und Söhne die Interessen Lew Termens in Deutschland wahrnahm. Im Jahr der Olympischen Spiele 1936 kam es dennoch zu einem öffentlichen Auftritt des Instruments. Der Völkische Beobachter zeigte sich von einer Vorführung in München begeistert. Dabei konnte Bigelow-Rosen nur in diesem Jahr der Olympischen Spiele in Deutschland auftreten, da die Deutschen der mit dem jüdischen Bankier Walter Rosen verheirateten Frau sonst keine Auftrittsgenehmigung gegeben hätten. Auch ästhetisch passte das Theremin nicht in die damalige Kulturpolitik; was Anhänger als übernatürlich und sphärenhaft beschrieben, klassifizierte die NS-Kulturpolitik als unnatürlich und verzerrt.
Trotz dieses frühen Enthusiasmus konnte sich das Instrument nicht in der breiten Bevölkerung durchsetzen. Entgegen ersten Hoffnungen stellte sich das Theremin als außerordentlich schwierig zu spielen heraus, dessen musikalische Beherrschung hohe Virtuosität voraussetzte. In den frühen 1930er Jahren erlahmte die Begeisterung für das Instrument. Wirtschaftskrise in den USA und Zweiter Weltkrieg standen der weiten Verbreitung der Innovation entgegen. Termen verschwand unter mysteriösen Umständen 1938 aus den USA, um wenig später im sowjetischen Lagersystem wieder aufzutauchen. In der Sowjetunion verhinderte eine zunehmend avantgardefeindliche Kulturpolitik die Beschäftigung mit dem Instrument und sein Einsatz blieb für die nächsten Jahrzehnte vorwiegend auf einige Nischen beschränkt. Viele Kompositionen und vor allem die aufgeführten Stücke wussten kaum von den Möglichkeiten des Instruments Gebrauch zu machen, zur Aufführung kamen vor allem Stücke, die sich problemlos auch mit einer Geige oder einem Cello hätten wiedergeben lassen.
John Cage, der elektronische Avantgardemusik für die folgenden Jahrzehnte stark beeinflusste, verzichtete bewusst auf den Gebrauch des Theremins. Wie er in seinem Credo von 1937 schrieb, hatten die Thereministen durch einseitige Verwendungen eines klassischen und traditionellen Repertoires bereits die musikalisch-revolutionären Möglichkeiten des Theremins zerstört, so dass Cage für seine Stücke auf elektronische Geräte setzte, die nicht als Musikinstrument konzipiert worden waren:

“Theremin provided an instrument with genuinely new possibilities, Theremenists did their utmost to make the instrument sound like some old instrument, giving it a sickingly sweet vibrato, and performing upon it, with difficulty, masterworks from the past […] Thereminists act as censors, giving the public those sounds they think the public will like”

„Theremin lieferte ein Instrument mit echten neuen Möglichkeiten, Thereministen taten alles, um das Instrument wie ein altes Instrument klingen zu lassen, sie gaben ihm ein widerlich süßes Vibrato und spielten, mit Schwierigkeiten, alte Meisterwerke. […] Thereministen handeln wie Zensoren, indem sie der Öffentlichkeit die Klänge geben, von denen sie glauben, dass sie der Öffentlichkeit gefallen.“

Im Jahre 1965 jedoch gab Cage bei Robert Moog (dem Terpsiton ähnliche) Theremine für seine Komposition Variations V in Auftrag. Diese wurden von Tänzern auf der Bühne durch ihre Bewegung bedient und regelten auf diese Weise die Aussteuerung von Tonbandgeräten im Orchestergraben.

### Science-Fiction-Filmmusik
Eingesetzt wurde und wird das Theremin vielfältig. Neben den Kompositionen speziell für das Theremin wurde es oft für Filmmusik verwendet, zum Beispiel erstmals bereits 1931 von Dmitri Schostakowitsch für den sowjetischen Film Odna – Allein sowie von Gawriil Popow für den Dokumentarfilm Komsomol – Förderer der Elektrifizierung (1932), bei dem wiederum Kowalski das Theremin spielte.
Nachdem der Enthusiasmus für das Theremin als konzertantes Musikinstrument durch den Zweiten Weltkrieg erlahmte, begann sich ab 1945 ein neuer populärer Einsatzzweck zu etablieren: als Erzeuger unheimlicher Musik und gänsehautauslösender musikalischer Effekte in Spuk- und Science-Fiction-Filmen. Dabei hatte das Theremin bereits einige Auftritte in Vorkriegs-Filmen, etwa in King Kong und die weiße Frau (1933) oder Frankensteins Braut (1935), nahm in diesen Soundtracks jedoch nur eine Nebenrolle ein.
In Hollywood wurde das Theremin besonders für die Darstellung außergewöhnlicher psychischer sowie übernatürlicher Zustände verwendet. Der Erste, der das Instrument prägnant und deutlich hörbar einsetzte, war der Komponist Miklós Rózsa in The Lost Weekend (Das verlorene Wochenende) von Billy Wilder und in der oscarprämierten Filmmusik zu Spellbound (Ich kämpfe um dich) von Alfred Hitchcock, die beide 1945 entstanden. Für die Interpretation dieser beiden Soundtracks ebenso wie für fast alle späteren Science-Fiction-Soundtracks zeigte sich der Arzt und Thereminist Samuel Hoffman als Solist verantwortlich. Insbesondere das von Hoffman veröffentlichte Album Music Out of the Moon erreichte dabei viele hunderttausend Hörer und flog Jahre später mit Apollo 11 auf den Mond. Besonders prominent als Soloinstrument gelangte das Theremin mit den Science-Fiction-Filmen der 1950er Jahre ins Kino. In Das Ding aus einer anderen Welt aus dem Jahr 1951 steht das Theremin für den unheimlichen und möglicherweise bedrohlichen Außerirdischen. Bernard Herrmanns Soundtrack zu Der Tag, an dem die Erde stillstand setzt stilistisch auf einen ähnlichen Soundtrack wie Das Ding, reduziert und konzentriert diesen aber weiter, so dass das Theremin stärker in den Fokus gerät. In Gefahr aus dem Weltall (1953, Soundtrack von Irving Gertz, Herman Stein und Henry Mancini) nehmen die Vibrati von Theremin und Orgel eine zentrale Rolle im Soundtrack neben schrill eingesetzten Streichern, einem energetischen Bass und Harfen-Glissandi ein.
Nachdem das Theremin in den 1940er und 1950er Jahren vor allem eingesetzt wurde, um Autorität und Bedrohung von außen auszudrücken, war es in den späten 1950er und 1960er Jahren bereits so etabliert, dass es parodiert wurde und für komische Effekte diente. Im Film The Delicate Delinquent von Frank Tashlin aus dem Jahr 1957 mit Jerry Lewis in der Hauptrolle entdeckt dieser in einem leerstehenden Büro ein Theremin und experimentiert damit einige Zeit herum. In der Sitcom Mein Onkel vom Mars kann der titelgebende Onkel und Marsmensch unter anderem seine Antennen aus- und einfahren. Dies wird in der Serie von Thereminmusik begleitet.
Im Fernsehen war das Theremin in den 1960er Jahren vor allem durch Science-Fiction-Sendungen präsent, so spielte es eine prominente Rolle in Dominic Frontieres Soundtrack der Fernsehserie Outer Limits – Die unbekannte Dimension, ebenso wie einige Jahre später im Soundtrack zur Serie Verschollen zwischen fremden Welten.

### Moog-Theremin und Popmusik Mitte des 20. Jahrhunderts

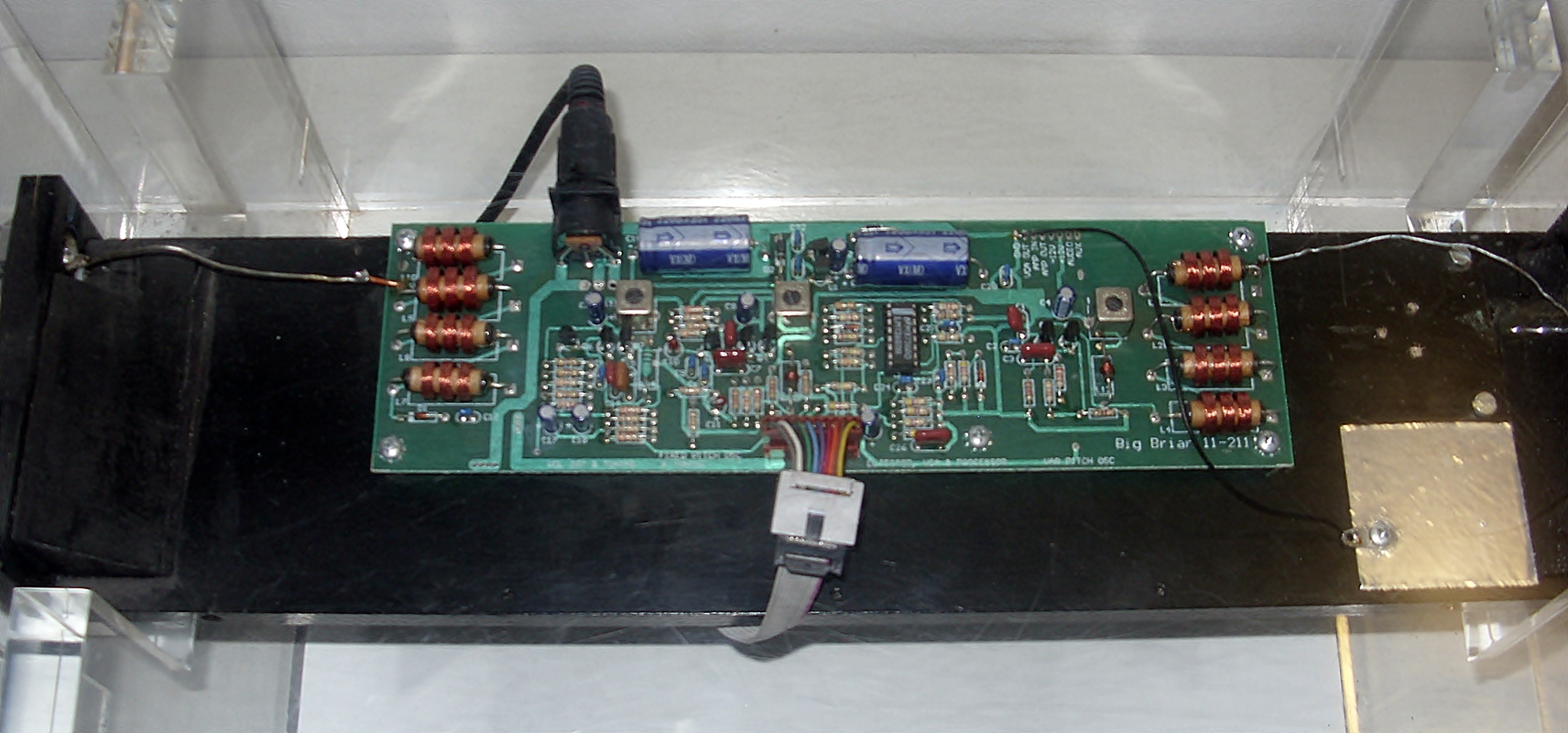
Innenleben eines modernen Theremins

Obwohl mit einem Elektro-Theremin gespielt, weckte Good Vibrations weltweites Interesse am Theremin.

In den 1950er Jahren entwickelte sich der Thereminbau zu einem beliebten Hobbyprojekt für Bastler und Elektroniktüftler. Bausätze waren ebenso im Handel erhältlich wie Bauanleitungen, die in einschlägigen Zeitschriften wie Radio Craft und Radio News abgedruckt wurden. Einer dieser Bastler war der damals jugendliche Robert Moog. Dieser bastelte seit seinem 15. Lebensjahr Theremine als Hobby zusammen. Mit 19 begann er, selbst Artikel über das Theremin zu veröffentlichen, und gründete zusammen mit seinem Vater die R. A. Moog Co., die aus dem Keller heraus per Mailorder Theremine und Bausätze an andere Hobbyisten verkaufte. Als Student an der Columbia University baute er Theremine in seiner Freizeit zusammen und verkaufte sie weiter, um so das Studium mit zu finanzieren.
Moog begann, sich mit dem Instrument intensiv auseinanderzusetzen, und ersetzte schließlich die Vakuumröhren des Termen-Theremins durch die damals neue Transistor-Technik für das Theremin. Das Gerät verkleinerte und verbilligte sich so erheblich. Aufgrund veränderter physikalischer Voraussetzungen war es nun auch möglich, andere Eingabegeräte zu benutzen, um das Theremin zu steuern. Moog erweiterte den Tonumfang des Instruments auf fünf Oktaven und begann, es für experimentelle Musik wie die Stücke John Cages einzusetzen.
Aus diesen Ansätzen entwickelte er den Moog-Synthesizer, der die elektronische Musik revolutionierte; nachdem Moog sich zeitweise von dessen Produktion trennte, produzierte er seit den 1990er Jahren wieder Theremine, Moog Music ist heute der weltgrößte Thereminhersteller.
Das erneuerte Theremin fand seinen Einzug in die Popmusik. Die Beach Boys benutzten 1966 für Good Vibrations das Tannerin, eine (nicht mehr berührungslose) Theremin-Variante mit Bandmanual, die das Instrument weltweit in die Charts brachten, und für neu erwachtes Interesse am Instrument auch bei anderen Profi- und Hobbymusikern sorgte. Ein Jahr später schuf Captain Beefheart mit Electricity einen der ersten Songs des Psychedelic Rocks, unter prägnantem Einsatz eines Theremins. Einen zweiten Welterfolg hatte das Instrument in der Led-Zeppelin-Aufnahme Whole Lotta Love von 1969, in dem ein sirenenartig von Jimmy Page gespieltes Theremin die Gitarrenarbeit ergänzt.
Lothar and the Hand People bauten 1965 das Instrument fest in ihr Instrumentarium ein.

### Entwicklung in der Sowjetunion
In der Sowjetunion selbst nahm das Theremin eine gänzlich andere Entwicklung. Lew Termen selbst war bis 1964 verschwunden und begann danach wieder in der Nähe der Wissenschaft zu arbeiten. Konstantin Kowalski war der Hauptinterpret des Instruments. Trotz der offiziellen Ablehnung moderner Musik war er in der Lage, zwischen 1920 und 1976 über 3000 Solokonzerte zu spielen. Er benutzte dazu ein adaptiertes Röhren-Theremin, bei dem die rechte Hand die Tonhöhe bestimmte, ein Pedal die Lautstärke und diverse mit der linken Hand zu bedienende Knöpfe verschiedene Effekte hervorrufen konnten. Zwischen 1971 und 1976 entwickelte er zusammen mit Lew Sergejewitsch Koroljow ein Theremin mit Transistoren. Dieses hatte unter anderem eine optische Anzeige der Tonhöhe.
Kowalski selbst hatte mehrere Schüler und spielte für das elektronische Ensemble des russischen Fernsehens und Radios vor allem russische Folklore, sowjetische politische Lieder und einige beliebte Klassikstücke. Nachdem Kowalski 1976 gestorben war, übernahm Lidija Kawina seine Position im elektronischen Ensemble. Für das elektronische Ensemble der sowjetischen Armee wiederum trat Oleg Andrejew am Theremin auf. Sein Repertoire bestand vor allem aus populären Melodien verschiedener Genres.
Termen, wenn er durfte, und Kowalski hatten mehrere Schüler, die wiederum bei einigen Gelegenheiten neue Thereministen ausbildeten. Ein Versuch, ein staatliches Thereminzentrum in Moskau Anfang der 1980er Jahre zu etablieren, schlug fehl. Die einflussreichste der Schülerinnen wurde Termens Großnichte Lidija Kawina. Diese unterrichtet seit Ende der 1980er Jahre auch Meisterklassen in Deutschland oder dem Vereinigten Königreich. Nachdem in der zweiten Hälfte des 20. Jahrhunderts gelegentlich neue Stücke für das Theremin komponiert wurden, nahm deren Zahl in den 1980er Jahren deutlich zu, nachdem mit Kawina eine professionelle Interpretin auch für Neue Musik auftauchte. In den Jahren der Perestroika organisierte sich die russische Vereinigung für elektroakustische Musik, die Termens Werk erforschte und ihm selbst die Reise zu Konferenzen ermöglichte. Seit 1992 gibt es ein Studio für elektronische Musik am Moskauer Konservatorium.

### Renaissance seit den 1990er Jahren

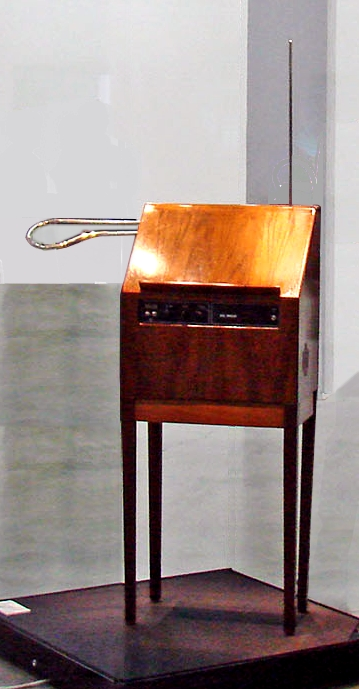
Big-Briar-Theremin von 1991 im klassischen Look

Nach den Höhepunkten in den 1960er Jahren verschwand das Theremin für einige Jahrzehnte aus der breiteren Öffentlichkeit. Gelegentliche Filmeinsätze wie 1978 in Teufelskreis Alpha lassen sich vor allem als Referenz an frühere Filme erkennen.
Nachdem das Theremin seit den 1970er Jahren aus dem Bewusstsein der Öffentlichkeit weitgehend verdrängt war, begann in den 1990er Jahren eine kleine Renaissance. Nach der Perestroika wurde es in Russland wieder möglich, sich mit der künstlerischen Avantgarde des frühen 20. Jahrhunderts zu befassen. 1988 komponierte Brian Eno das Stück For her Atoms, das Termens Großnichte Lidija Kawina aufnahm. 1992 richtete das Moskauer Konservatorium ein Theremin-Zentrum ein. Termen selbst war wieder in der Lage, ins Ausland zu reisen. Der amerikanische Filmemacher Steven Martin vermittelte eine US-Reise Termens, die ihn mit Clara Rockmore zusammenbrachte und zu einem gemeinsamen Auftritt führte. Ein Jahr später erschien Martins Dokumentarfilm Theremin: An Electronic Odyssey über Termen und das Theremin, der unter anderem den Preis für den besten Dokumentarfilm beim Sundance Film Festival 1994 gewann und so weltweit Interessierte auf das Instrument und seine Geschichte aufmerksam machte.
Zum hundertsten Geburtstag Lew Termens 1996 gab es in Russland Feierlichkeiten und weltweit Ehrungen und Retrospektiven, die das gerade beginnende Interesse verstärkten. Während diese sich vor allem an Wissenschaftler und Profimusiker wendeten, begannen seit den späten 1990er Jahren auch verstärkt Amateure das Instrument zu entdecken. Neben der Wiederverwendung im Film trug dazu auch das Internet bei, in dem sich seit den späten 1990er Jahren sowohl Bauanleitungen für einfache Theremine fanden, als auch Spielanleitungen und Musikbeispiele.
Der Technik- und Musikhistoriker Hans-Joachim Braun erklärt diese Rückkehr des Theremins unter anderem mit dem „performativen Turn“, die Ablösung einer Textkonzentration in der Kultur hin auf eine verstärkte Gewichtung der Aufführung, wie sie sich in verschiedenen Kunststilen des späten 20. Jahrhunderts findet, aber auch in neuerer Musik. Das berührungslose Theremin sei bei dieser Art von Aufführungen besonders effektvoll. Zudem sei es das einzige Instrument, das in neuerer Zeit erfunden wurde, das eine komplett neue und andere Spieltechnik erfordert als traditionelle Instrumente. Demzufolge würden auch viele Popbands das Theremin vor allem bei Liveauftritten einsetzen, wo es besonders effektvoll sei. Komponist und Musiker Bob Ostertag wiederum sieht die kleine Theremin-Renaissance als Gegengewicht zur Dominanz des Laptop-Computers, die die elektronische Musik immer weiter entkörperlicht habe, so dass sich für das Publikum kein Zusammenhang mehr zwischen den Bewegungen des Künstlers und der erzeugten Musik mehr herstellen lasse.
Ebenfalls auffallend sei laut den beiden die Re-Mystifizierung und Re-Ritualisierung westlicher Kultur, die seit den 1970er Jahren und der New-Age-Kultur eingesetzt habe. Die Aufführungen von Clara Rockmore wurden oft als séanceartig beschrieben, sie selbst galt als „Hohepriesterin des Theremins.“ Auch biete sich das Theremin mit seiner berührungslosen, magisch scheinenden, Spielweise ebenso an, wie durch die vom Theremin erzeugten Töne, die oftmals als geisterhaft oder unwirklich beschrieben werden. Der minimalistische und oft dem Singen ähnliche Ton mache das Theremin besonders geeignet für ruhige, meditative Musik.
Auch spiegele sich im Theremin sowohl die Aufbruchsstimmung des Modernismus der 1920er Jahre wider als auch eine bestimmte romantische und stark ästhetisierte Vorstellung von Technik, die es heute kaum noch gebe. Junge Interpreten würden dabei sowohl vom Zukunftsoptimismus angezogen, den das Theremin damals ausstrahlte auch von der nostalgischen Rückbesinnung auf eine Zeit, als Technik sich noch mit ästhetischen Idealen der Romantik verbinden konnte.
Auch in die Filmmusik kehrte das Theremin zurück und begleitete dabei ein generelles neues Interesse an den Science-Fiction-Filmen der 1950er und 1960er Jahre. Der von Howard Shore komponierte Filmsoundtrack zu Ed Wood von 1994 enthält ein prominent eingesetztes und von Lidija Kawina gespieltes Theremin. Nach 1994 griffen verschiedene Filme den Instrumenteneinsatz auf: Mars Attacks (1996) enthält Stücke, in denen ein Theremin und Ondes Martenot vorkommen. Charlie und die Schokoladenfabrik (2005) von Danny Elfman benutzt das Instrument, auch Der Maschinist (2004). Besonders übertrieben zum Einsatz kommt es im Film 11:14, in der Filmmusikkomponist Clint Mansell zu den alltäglichsten und bizarrsten Szenerien die höchsten und tiefsten Töne des Theremins verwendet und somit einen Verfremdungseffekt erzielt.
Das Theremin stand 2007 auf der Liste der TEC Hall of Fame, die von der TEC Foundation for Excellence in Audio 2004 ins Leben gerufen wurde und Produkte und Erfindungen ehren und würdigen soll, die maßgeblich zum Fortschritt der Audiotechnik beigetragen haben.

## Heutige Verwendung

### Neue Musik

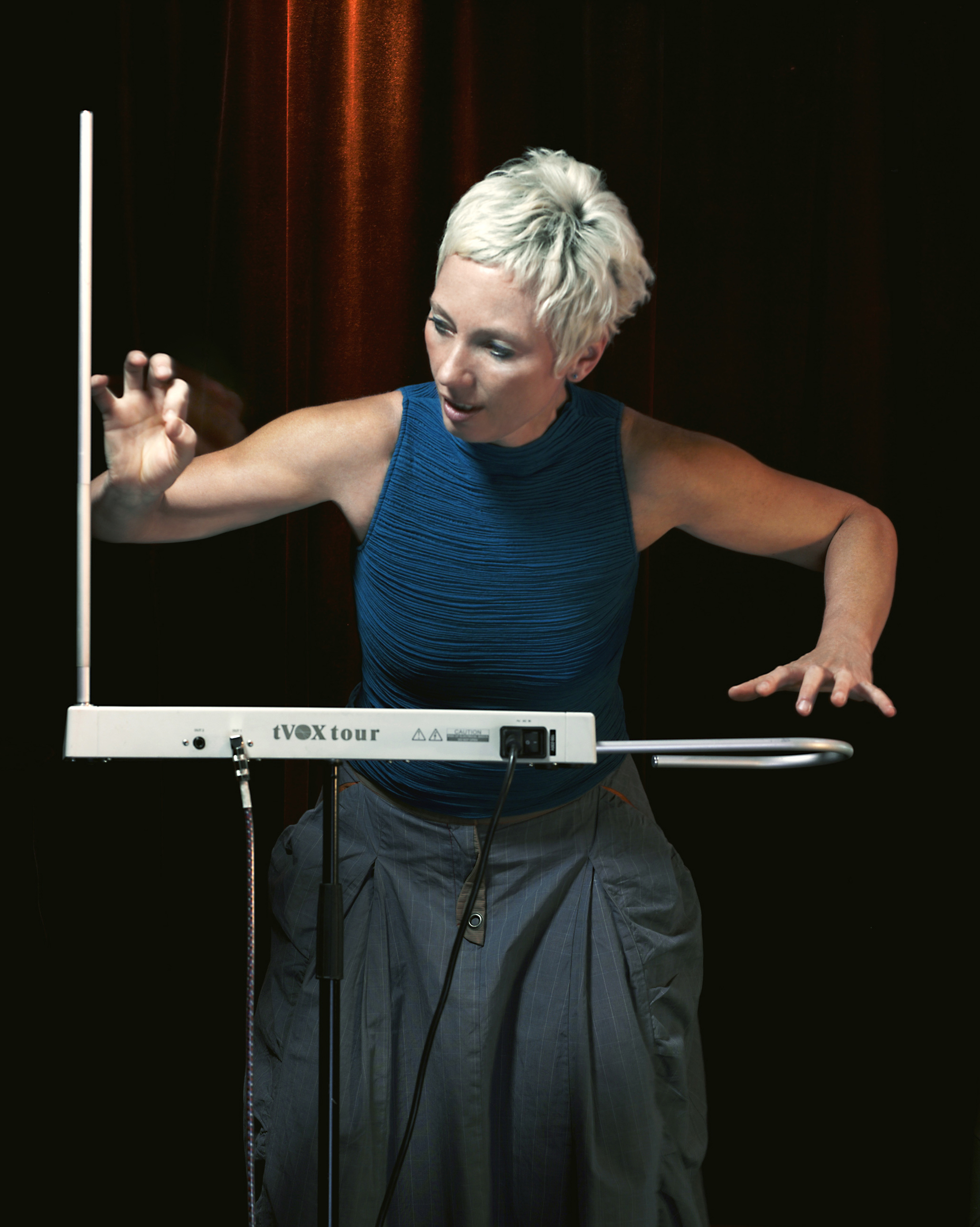
Barbara Buchholz (1959–2012) spielt auf einem TVox von G. Pavlov

In der Gegenwart tritt Lidija Kawina, die Großnichte Termens, die bei ihm das Thereminspiel gelernt hat, als führende Virtuosin auf dem Theremin auf. Ihre 1999er-Veröffentlichung Music from the Ether sammelte wichtige Kompositionen und Stücke neuerer Zeit. Die Deutsche Barbara Buchholz, ehemalige Schülerin von Kawina, arbeitete weiterhin mit dieser zusammen, ging aber auch eigene Wege, z. B. mit einem Theremin, das über MIDI Samples aufrufen kann. Von Buchholz und Kawina gemeinsam erschien 2006 touch! don’t touch!, für das zeitgenössische Komponisten dazu gewonnen wurden, für das Theremin zu komponieren.
Weitere konzertant tätige Thereministen sind Pamelia Stickney und Rob Schwimmer, Dorit Chrysler, und Carolina Eyck.
Komponisten, die für das Theremin schreiben, sind Kalevi Aho, Jorge Antunes und Kyoshi Furakawa. Christian Wolff veröffentlichte im Jahre 2000 seine Exercise 28 für Theremin, Violine, Horn und Kontrabass.
Das Theremin wird auch im Musiktheater eingesetzt, z. B. in Olga Neuwirths Oper Bählamms Fest oder John Neumeiers Ballett Die kleine Meerjungfrau.
In der Kunst nutzt es beispielsweise der Multimedia-Künstler Eric Ross, der ein Theremin mit MIDI-Ausgang einsetzt. Der Komponist Alvin Lucier arbeitet im Grenzbereich von Naturwissenschaft und Kunst, sein Werk konzentriert sich auf akustische Phänomene der Tonwahrnehmung des Publikums, seine Vorführungen erinnern oft mehr an Physikunterricht als an einen Bühnenauftritt.

### Populäre Musik

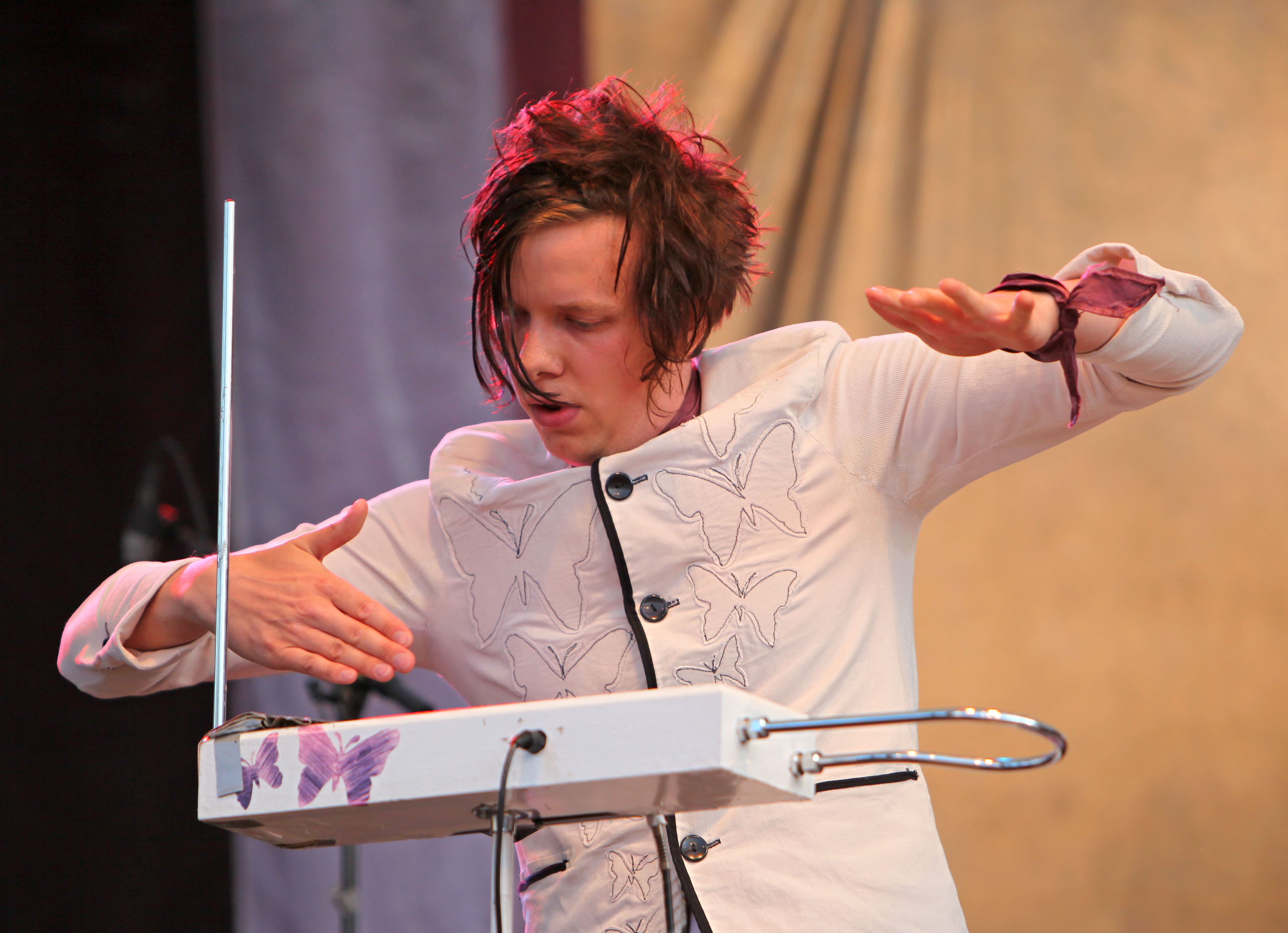
Ein Mitglied der schwedischen Band Detektivbyrån

Einige Musiker der populären Musik spielen das Instrument oder setzen es regelmäßig in ihren Stücken ein. Adrian Stout, Mitglied bei der 'Brechtian Street Opera’ Band The Tiger Lillies, spielt das Theremin. Das Theremin wird auch bei Musikstücken des deutschen Musikprojekts Qntal verwendet. Die Minimal-Electro Band Welle: Erdball benutzt das Theremin bei diversen Musikstücken und setzt es auch bei Live-Auftritten ein. In der griechischen Band Mani Deum spielt Panos Tsekouras das Theremin.
Der französische Musiker Jean-Michel Jarre setzt das Theremin bei einigen seiner Stücke ein. So spielt er beim Konzert Jarre in China oder Oxygene in Moscow auf einem MOOG-Theremin – Big Briar Series 91. Er spielte das Theremin auch in Danzig in Polen auf seinem Konzert, das zum Gedenken der Solidarność stattfand. Auch bei seiner Tournee 2010 wird es in einem Stück eingesetzt. Der italienische Komponist elektronischer Musik Jean Ven Robert Hal nutzt das Theremin in Laser Hal 1 (Part 1).
In Stücken von Tom Waits trifft man immer wieder auf das Theremin, sowohl integriert in Einzelnummern als auch als Teil des Orchesters bei diversen Musiktheaterstücken wie Alice. Bei den Aufführungen im Hamburger Thalia Theater wurde es dabei von Lidija Kawina gespielt.
Auch Jon Spencer von der ehemals gleichnamigen Blues Explosion setzt das Theremin immer wieder ein, besonders häufig bei Liveauftritten, nutzt es dort aber eher als Effektgerät denn als Musikinstrument.

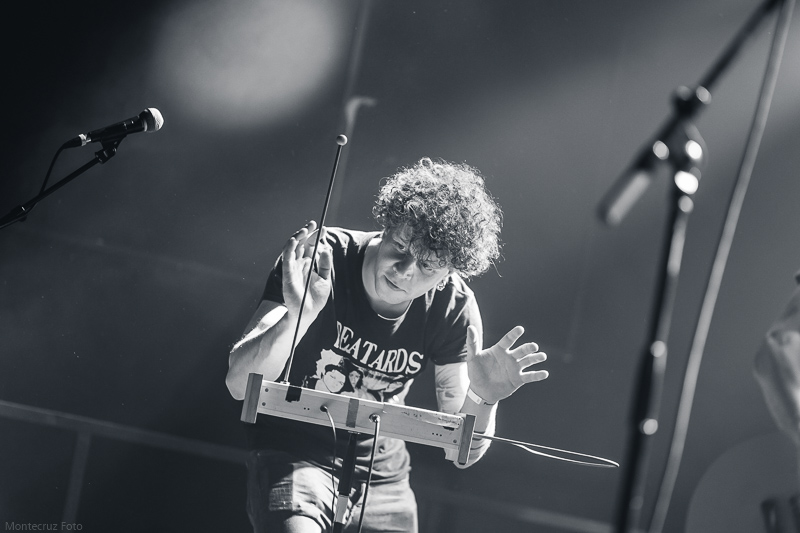
Mitglied der deutschen Punkband Pisse mit Jupiter-Theremin

Die französische Sängerin und Komponistin Émilie Simon wird bei ihren Auftritten häufig von dem IRCAM-Dozenten und -Forscher Cyrille Brissot mit verschiedenen experimentellen Instrumenten, darunter auch ein Laser-Theremin, unterstützt.
Die australische Elektronik-/Crossover-Band Angelspit setzt bei ihren Live-Auftritten ein Doepfer-A-178-Theremin-Modul mit einem entsprechenden modularem Synthesizer ein.
Die australische Postrock-Band Heirs setzte bereits früh auf Live-Konzerten das Theremin ein. Heute ist es fester Bestandteil ihres mystischen, unheimlichen Gesamtsound.
In seinem Projekt Seerosenteich (2012) setzt auch Philipp Poisel ein Theremin in einem Stück ein.
Sting spielte auf der Tournee mit Orchester (2010) beim Titel Moon Over Bourbon Street von der CD Live In Berlin auf einem Theremin.
Für die Doom-Metal-Band Giant Squid spielt Sänger und Gitarrist Aaron Gregory auch das Theremin.
Die französische Sängerin Zaz spielte selbst ein Theremin in mehreren Songs bei ihren Live-Tourneen 2016 und 2019.
Neben dem Saxofon beherrscht Sänger Angelo Moore von Fishbone das Theremin, das etwa in dem Song Just Allow zum Einsatz kommt. Der Song befindet sich auf dem Album „Fishbone and the Familyhood Nextperience Present: The Psychotic Friends Nuttwerx“ aus dem Jahr 2000.
Die deutsche Dark-Rock-Band Lord of the Lost verwendet in mehreren Stücken ihres 2016 veröffentlichten Albums Empyrean ein Theremin und auch die deutsche Punkrock-Band Pisse verwendet das Instrument.

### Jazz
Barbara Buchholz hat verschiedentlich das Theremin auch in den Jazzkontext eingeführt, beispielsweise in der Zusammenarbeit mit der Jazz Bigband Graz. Auch Pamelia Stickney improvisiert mit verschiedenen Jazz-Formationen, unter anderem mit John Zorn, Brad Mehldau und Ravi Coltrane. Keyboarder und Produzent Travis Dickerson setzt bei seinen Projekten regelmäßig ein Theremin ein (z. B. auf dem Album Iconography mit Bryan Mantia, Vince DiCola und Buckethead). Ebenso eingesetzt wird das Theremin von Gilda Razani in den Bands The Dorf und About Aphrodite.

### Film
Im Musikfilm Frank spielt Maggie Gyllenhaal als Mitglied der fiktiven, experimentellen Band Soronprfbs ein Theremin.
Im Film Aufbruch zum Mond nutzt Filmkomponist Justin Hurwitz das Theremin in seiner Filmmusik. Der Film handelt von der ersten Mondlandung durch Neil Armstrong, der selber Fan des Theremins war und sogar eine Kassette mit Theremin-Musik beim Flug von Apollo 11 mitnahm.

### Fernsehen
Christopher Franke verwendete ein Theremin für die Musik zum Babylon-5-Fernsehfilm Das Tor zur 3. Dimension.
Die Musik zur englischen Krimiserie Midsomer Murders (dt. Inspector Barnaby) verwendet das Theremin (gespielt von Celia Sheen) fast durchgehend, besonders solistisch in der Titelmusik und dürfte somit die umfangreichste Anwendung in der Fernsehmusik sein.
Im Jahr 2009 nahm Barbara Buchholz mit dem Theremin beim Supertalent auf RTL teil. Sie schied im Halbfinale der Show aus.
In der vierten Staffel von The Big Bang Theory spielt der Protagonist Sheldon Cooper auf einem Theremin.
In Episode 484 Homer mit den Fingerhänden (Episode 22x20) der Serie Die Simpsons spielt Milhouse van Houten für Lisa Simpson auf dem Theremin. In Episode 327 Rat mal, wer zum Essen kommt (Episode 15x14) spielt Artie Ziff auf dem Dachboden der Simpsons ein Theremin.
Auch in Staffel 3 der Serie American Horror Story mit dem Untertitel Coven benutzt die Hexe Myrtle Snow ein Theremin.

## Aus dem Theremin entwickelte Instrumente

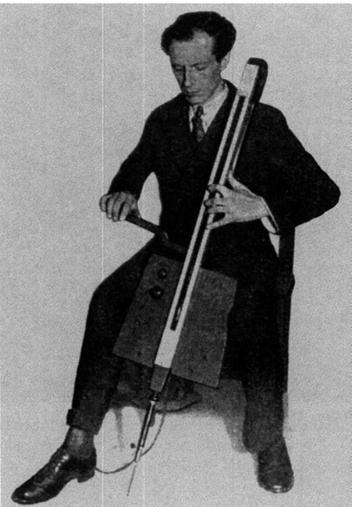
Theremincello, 1930

Über die Jahrzehnte gab es einige Theremin-inspirierte Instrumente wie das Clavivox Ethonium oder das Croix Sonore. Das Theremin hat in den Jahrzehnten seines Bestehens zahlreiche Instrumente initiiert, die auf dem Theremin aufbauen, aber es entscheidend abwandeln. Einige, wie das Tannerin der Beach Boys versuchen dabei die Bedienung des Instruments zu vereinfachen, indem sie die Lautstärkeregelung oder gar die Tonhöhenerzeugung durch einen haptischen Input regeln. Die Lautstärke kann dann beispielsweise über ein zusätzliches Pedal geregelt werden. Andere setzen ausgehend von der Grundidee auf neue Mechanismen der Bedienung oder der Klangerzeugung.

### Vereinfachte Theremine
In den 1980er Jahren schuf der russische Ingenieur Wjatscheslaw Maximow zusammen mit Termen die Tonica, ein vereinfachtes Theremin, das vor allem für den Einsatz mit Kindern gedacht war. Allerdings stellten sie nur 25 Exemplare dieses Instruments her, die sofort ausverkauft waren.
Der Japaner Masami Takeuchi erfand 2000 das Matryomin: Ein Theremin, welches er in eine Matrjoschka einbaute. Wie einige andere Minitheremine hat dieses nur eine Antenne zur Tonhöhenregelung. Auch ist das Feld kleiner, in dem dieses Instrument gespielt werden kann, was Takeuchi aber als Vorteil sieht, da so einfacher mehrere Matryomin-Spieler zusammenspielen können. 2010 gründete sich ein Matryomin-Ensemble. Ein anderes Theremin entwickelte der japanische Konzeptkünstler Yuri Suzuki. Dieser entwarf ein Theremin, das durch eine schwimmende Qualle bedient wird.

### Optische Theremine
Bereits bei seiner Präsentation des Theremins 1921 hatte Termen die Möglichkeit angesprochen, mit dem Theremin gleichzeitig Musik und optische Effekte zu erzeugen. Über einige experimentelle Geräte hinaus, entwickelte sich diese Vorstellung aber über die folgenden Jahrzehnte nicht weiter. In der Sowjetunion besonders einflussreich war das von Konstantin Kowalski und Lew Koroljew zwischen 1972 und 1976 entwickelte Theremin, das in seiner Bedeutung zeitweise die des Termen-Theremins übertraf. Termen selbst half, das Instrument patentieren zu lassen. Dieses Theremin wird im Sitzen bedient. Das mit Transistoren arbeitende Theremin verfügte über ein Pedal zum Spielen der Lautstärke und mehrere Knöpfe, mit denen der Spieler mit der linken Hand Staccati und Triller erzeugen konnte. Es ist auf diesem Instrument möglich, verschiedene Klangfarben einzustellen, die beispielsweise an ein Cello oder eine Oboe erinnern. Zudem besitzt es eine Anzeige, mit der der Spieler die genaue Tonhöhe ablesen kann. Die Pläne sowohl von Termens wie von Kowaljos Theremin erschienen in dieser Zeit in verschiedenen sowjetischen Zeitschriften für Elektronik und beeinflussten wiederum Dritte, auf ihrer Basis andere Instrumente zu entwickeln.
Da Theremine normalerweise vollkommen berührungslos gespielt werden und dem Theremin-Spieler keinerlei sicht- oder fühlbare Orientierungspunkte, sondern nur eine akustische Rückmeldung bieten, ist das kontrollierte und präzise Spielen dieser Instrumente sehr schwierig und erfordert ein Höchstmaß an Erfahrung und Übung. Aus diesem Grund wurden verschiedene Formen sogenannter Optischer Theremine (engl. Optical Theremins) entwickelt, die durch zusätzliche visuelle Elemente wie Laserstrahlen (die durch künstlichen Nebel sichtbar gemacht werden) die Bedienung des Instruments vereinfachen sollen.
Eines dieser auch als Termenova bezeichnete Laser-Theremine, von Leila Hasan am MIT konstruiert, besteht aus mehreren Lasermodulen, die in fernsteuerbaren, beweglichen Schlitten auf einer geraden Leiste angeordnet sind, neben denen sich ein Theremin befindet, dessen Antenne senkrecht zur Leiste und somit parallel zu den Laserstrahlen steht. Vor der Benutzung werden die Module mittels eines Controllers auf bestimmte Tonlagen kalibriert, woraufhin die montierten Laser automatisch in die räumliche Position (relativ zum Theremin) bewegt werden, der diese Tonlagen beim Spielen des Theremins entsprechen. Zudem wird bei einem Unterbrechen eines Laserstrahls der Abstand der Hand zur Laserquelle gemessen, was wiederum an andere akustische Effekte, wie Lautstärkeregulierung oder Verzerrung, gekoppelt werden kann. Über das Prototypstadium sind diese Laser-Theremine nicht hinausgekommen.

### Berührungslose Instrumente mit Kapazitätssensoren

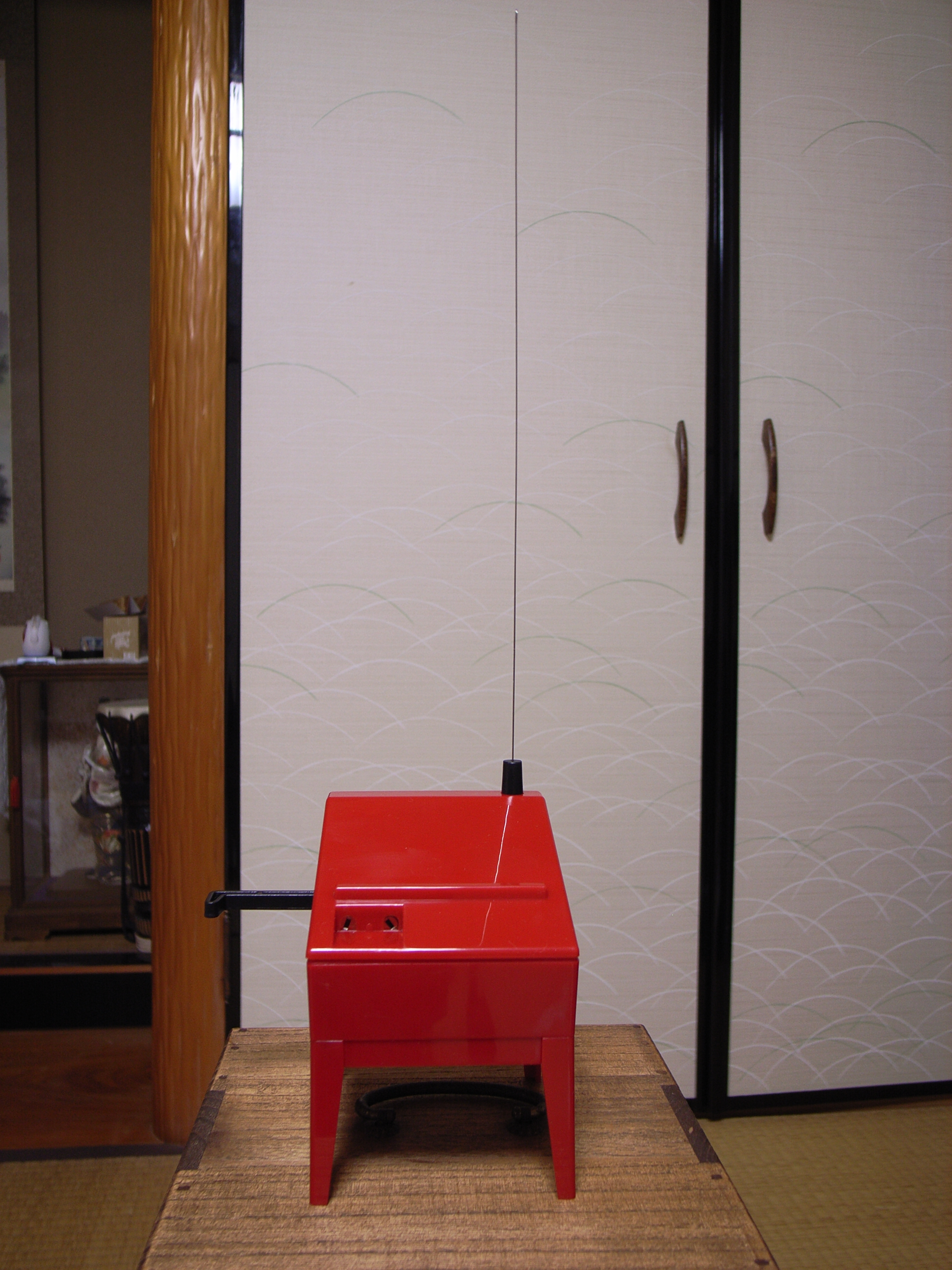
Mini-Theremin

Das Theremin arbeitet nach dem gleichen Prinzip wie auch kapazitive Abstandssensoren. Direkte Kinder des Theremins sind andere berührungslose Instrumente, die sich auch durch eine sich ändernde Kapazität im elektrischen Feld steuern lassen. Das Terpsiton hat eine vergrößerte Antenne für die Tonhöhe (und keine Lautstärkesteuerung), so dass man es (theoretisch) durch Tanzen spielen kann. Es existiert aber zurzeit nur noch ein Exemplar im Besitz von Lidija Kawina.
Mittlerweile sind auch diverse Instrumente auf den Markt gekommen, die klanglich wenig mit dem Theremin gemein haben, jedoch von dessen berührungsloser Spielweise inspiriert sind. Oft dienen sie als Eingabehilfen für andere elektronische Instrumente. Der Radio Drum und der von Max Mathews im Jahr 1987 erfundene Radio Baton beispielsweise funktionieren ähnlich wie das Theremin, ähneln optisch einem Dirigierstab und beeinflussen ein Percussioninstrument. Ausgehend vom Radio Baton entwickelten Forscher am MIT das Hypercello, das ähnlich wie dieses Instrument funktioniert und dessen breites Spektrum an Möglichkeiten aufweist, sich aber im Wesentlichen wie ein Cello spielen lässt. Ebenfalls aus dessen Media Lab kam der Spirit Chair, der einer auf einem Stuhl sitzenden Person erlaubt, durch Hand-, Fuß- und Körperbewegungen ein großes Klangspektrum abzurufen. Dieser wurde unter anderem in der Fernsehsendung von Penn & Teller eingesetzt.
Eine Besonderheit bilden sogenannte Touch-Keyboards an von Moog entwickelten Synthesizern, die über einen solchen Kapazitätssensor die Stellung der Finger nach Niederdrücken der Taste messen, worüber der Spieler den Klang beeinflussen kann.

### Berührungslose Instrumente mit anderen Steuermechanismen
In den 1990er Jahren entwickelte der russische Ingenieur Georg Pawlow ein Theremin, das sich durch Infrarot-Sensoren steuern ließ und so eine deutlich vereinfachte Konstruktion gegenüber den kapazitätsgesteuerten Thereminen aufwies.
Auch wenn die Theremin-artige Steuerung die erste berührungslose Steuerung war, haben sich mittlerweile auch Instrumente etabliert, die ebenso berührungslos, aber technisch anders zu spielen sind. Oft haben diese Sensoren, die auf Ultraschall oder optische Reize reagieren. Einige Instrumenten arbeiten mit Radar oder Mikrowellen. Teilweise ließen sich die Erfinder bei Idee, Gestaltung und Bedienung der Instrumente vom Theremin inspirieren.
Optische Techniken der Gestenerkennung zur Musiksteuerung halten in den letzten Jahren auch in der Musik rapide Einzug, haben aber meist wenig oder nichts mit dem Theremin zu tun.
Eine andere, „Foto-Theremin“ genannte Sonderform arbeitet mit Fotozellen und reagiert auf Schwankungen der Helligkeit. Solche Geräte sind meist etwas kleiner, und Techno-DJs setzen sie gelegentlich bei ihren Auftritten ein. Auch diese im Selbstbaubereich beliebten Instrumente werden als optische Theremine bezeichnet.
Die Chimaera etwa ist polyphon und basiert auf der Messung von Magnetfeldern. Analog zur Theremin gibt es eine Distanzmessung, aber mit Hilfe des Hall-Effekts. Mehrere gereihte lineare Hall-Sensoren erkennen die Bewegungen von Dauermagneten, die an den Fingern getragen werden und zur Tonerzeugung genutzt werden; so bilden sie einen kontinuierlichen zweidimensionalen Interaktionsraum.
Einige Synthesizer und Keyboards verwenden optische Steuermechanismen, um eine Tonhöhenmodulation ähnlich dem Theremin zu ermöglichen. Die Grooveboxen MC-505 bis MC-909 sowie die VA-76 von Roland haben einen sogenannten D-Beam-Sensor, wobei nur die MC-505 diesen zur Tonmodulation nutzen kann. Die britische Trip-Hop-Band Portishead erwähnt auf der Besetzung für das Album Dummy zwar ein „Thereman“, es wurde jedoch ein Roland SH-101 verwendet. In anderen Songs der Gruppe wird das Theremin durch einen Moog-Synthesizer imitiert.

## Diskografische Hinweise
- Samuel Hoffman (Theremin), Les Baxter, Billy May (Dir.), Harry Revel (Komposition): Music Out of the Moon, Perfume Set to Music, Music for Peace of Mind (1947–1949, remastered als 3-CD-Box-Set 2004); Label: Basta
- Clara Rockmore (Theremin), Nadia Reisenberg (Klavier): The Art of the Theremin (1992), Bearbeitungen u. a. von Rachmaninoff, Ravel, Tschaikowsky, Glasunow, De Falla, Wieniawski; Label: Delos
- Lidija Kawina (Theremin): Music from the Ether (Ersteinspielung von Kammermusik und Solowerken für das Theremin aus 1929–1999, u. a. von Martinů, Schillinger, Grainger, Kavina); Mode records, 1999
- Lidija Kawina (Theremin), Olga Neuwirth (Komposition), Johannes Kalitzke (Dir.), Klangforum Wien: Bählamms Fest (Oper); Kairos Productions, 2003
- Lidija Kawina, Barbara Buchholz (Theremin); Kammerensemble Neue Musik Berlin, Wergo/Schott 6679-2 (CD): Touch! Don’t Touch! Music for Theremin. von Olga Bochihina, Caspar Johannes Walter, Juliane Klein, Moritz Eggert u. a.
- Barbara Buchholz: Theremin: Russia with Love / Label: intuition, SCHOTT Music & Media GmbH (2006)
- Barbara Buchholz: (Collaborations with: Jan Bang, Tilmann Dehnhard, Ulrike Haage, Arve Henriksen, Alejandro Govea Zappino, Kammerflimmer Kollektief, Jan Krause, Susanna and the Magical Orchestra): Moonstruck / Label: intuition, SCHOTT Music & Media GmbH (2008)
- Lidija Kawina (Theremin), Charles Peltz (Dir.), Ensemble Sospeso: Spellbound! Werke für Theremin und Kammerensemble, u. a. von Miklós Rózsa, Howard Shore, Christian Wolff, Olga Neuwirth; Mode records, 2008
- Carolina Eyck: Carolina Eyck spielt konzertante Werke für Theremin, Werke von 13 verschiedenen Komponisten, mit Giulietta Koch – Klavier, Rebekka Markowski – Violoncello, Wiebke Lichtwark – Harfe, Magdalena Meitzner – Vibraphon/Percussion, 2008 SERVI Verlag, Berlin